# Сагамор (Масачусетс)
Сагамор (енгл. Sagamore) насељено је место без административног статуса у америчкој савезној држави Масачусетс.

## Демографија
По попису из 2010. године број становника је 3.623, што је 79 (2,2%) становника више него 2000. године.
| Група             | 2000.         | 2010.         |
| Белци             | 3.304 (93,2%) | 3.398 (93,8%) |
| Афроамериканци    | 57 (1,6%)     | 33 (0,9%)     |
| Азијати           | 27 (0,8%)     | 47 (1,3%)     |
| Хиспаноамериканци | 59 (1,7%)     | 53 (1,5%)     |
| Укупно            | 3.544         | 3.623         |